# コルドバ県 (コロンビア)
コルドバ県（コルドバけん、スペイン語: Departamento de Córdoba）は、コロンビアのカリブ海地方の県。県都はモンテリーア。反政府武装組織や麻薬密売人が多い紛争地帯である。

## 隣接する県
北にカリブ海、北東にスクレ県、東にボリーバル県、南にアンティオキア県と接する。

## 下位行政区
県は下記の30市から成る（アルファベット順）。
1. アヤペル (Ayapel)
2. ブエナビスタ (Buenavista)
3. カナレーテ (Canalete)
4. セレテー (Cereté)
5. チマー (Chimá)
6. チヌー (Chinú)
7. シエナガ・デ・オーロ (Ciénaga de Oro)
8. コトーラ (Cotorra)
9. ラ・アパルターダ (La Apartada)
10. サンタ・クルス・デ・ロリーカ (Santa Cruz de Lorica)
11. ロス・コルドバス (Los Córdobas)
12. モミル (Momil)
13. モニトース (Monitos)
14. モンテリバノ (Montelíbano)
15. モンテリーア (Montería) - 県都
16. プラネータ・リカ (Planeta Rica)
17. プエルト・ヌエボ (Pueblo Nuevo)
18. プエルト・エスコンディード(Puerto Escondido)
19. プエルト・リベルタドール (Puerto Libertador)
20. プリシマ (Purísima)
21. サアグン (Sahagún)
22. サン・アンドレス・デ・ソタベント (San Andrés de Sotavento)
23. サン・アンテロ (San Antero)
24. サン・ベナルド・デル・ビエント (San Bernardo del Viento)
25. サン・カルロス (San Carlos)
26. サン・ホセ・デ・ウレー (San José de Uré)
27. サン・ペラージョ (San Pelayo)

県の地図。赤点は各市の市庁所在地を示す

28. ティエラルタ (Tierralta)
29. トゥチン (Tuchín)
30. バレンシア (Valencia)